# Seznam německých představitelů pohádkových postav
Toto je seznam německých představitelů pohádkových princů:
- Manou Lubowski – Pták Ohnivák (Afron)
- Max Urlacher – Jezerní královna (Viktor)

Toto je seznam německých představitelek pohádkových princezen:
- Karoline Herfurth – Princezna Husopaska (Elizabeth)
- Tina Rulandová – Kouzelný měšec (Blanka), Pták Ohnivák (Elena),